# 交通博物館

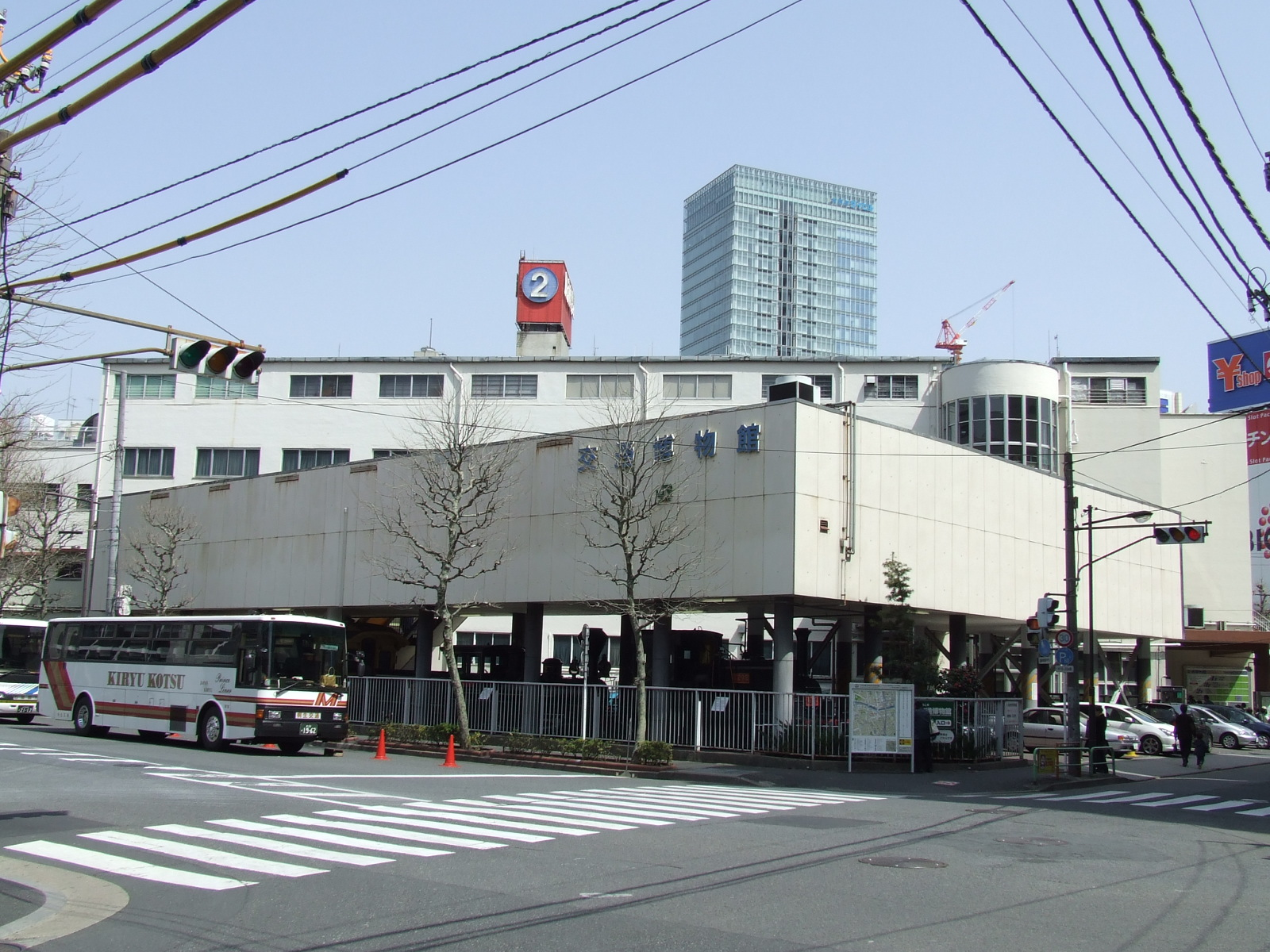
交通博物館 全景（2006年4月1日撮影）

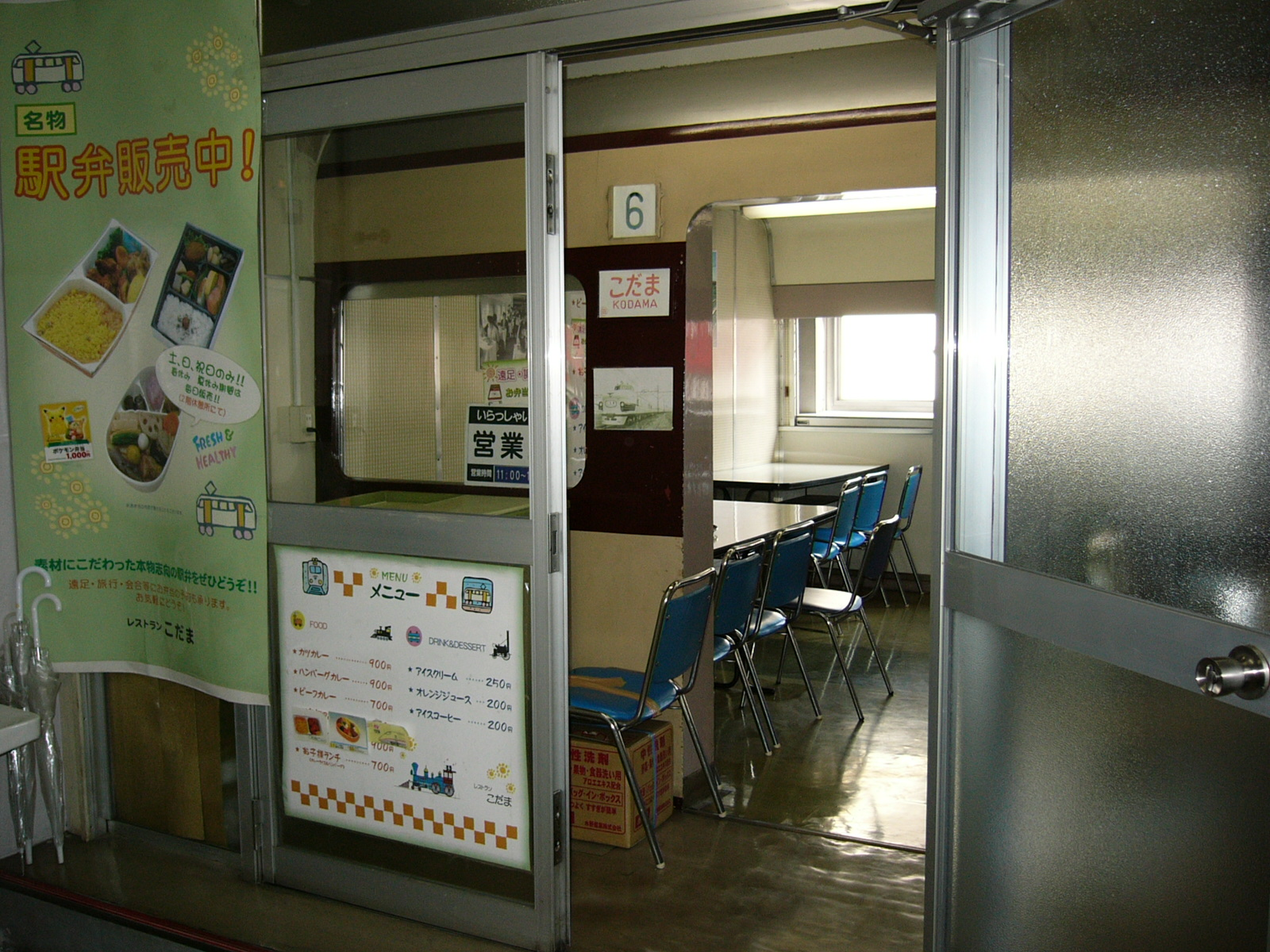
交通博物館の食堂入口 （2006年2月8日撮影）

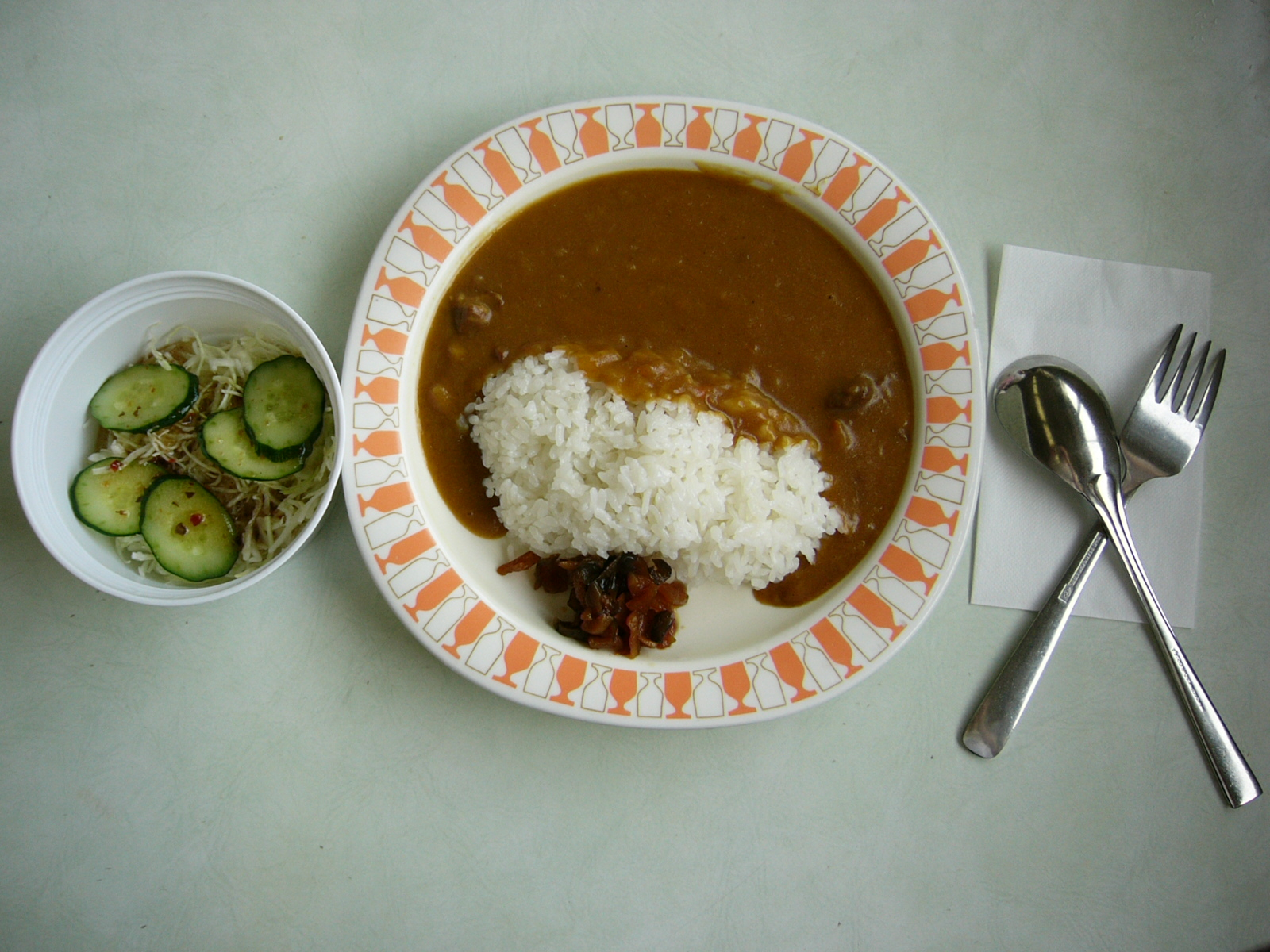
交通博物館の食堂のカレーライス （2006年5月1日撮影）

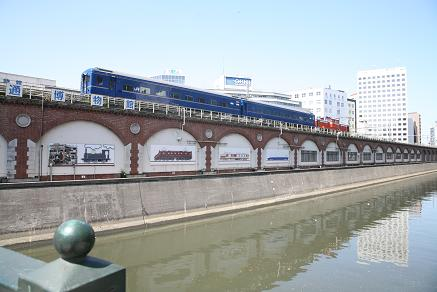
万世橋より交通博物館を望む（2006年5月3日撮影）

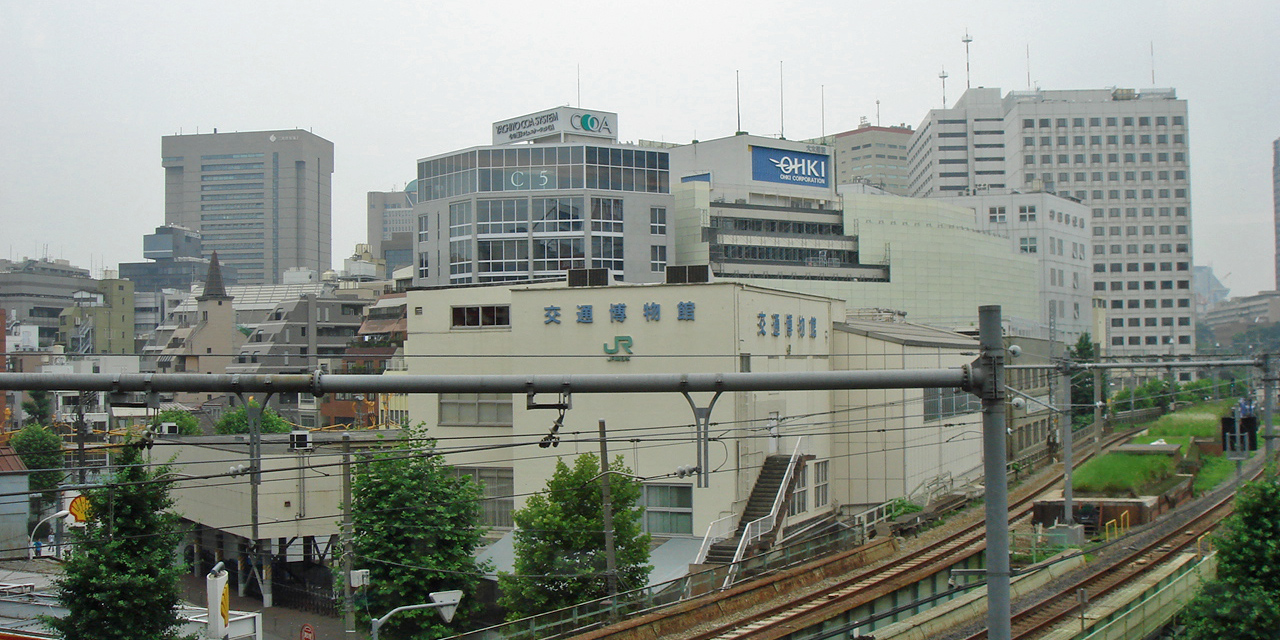
交通博物館と旧万世橋駅ホーム（2006年6月25日撮影）

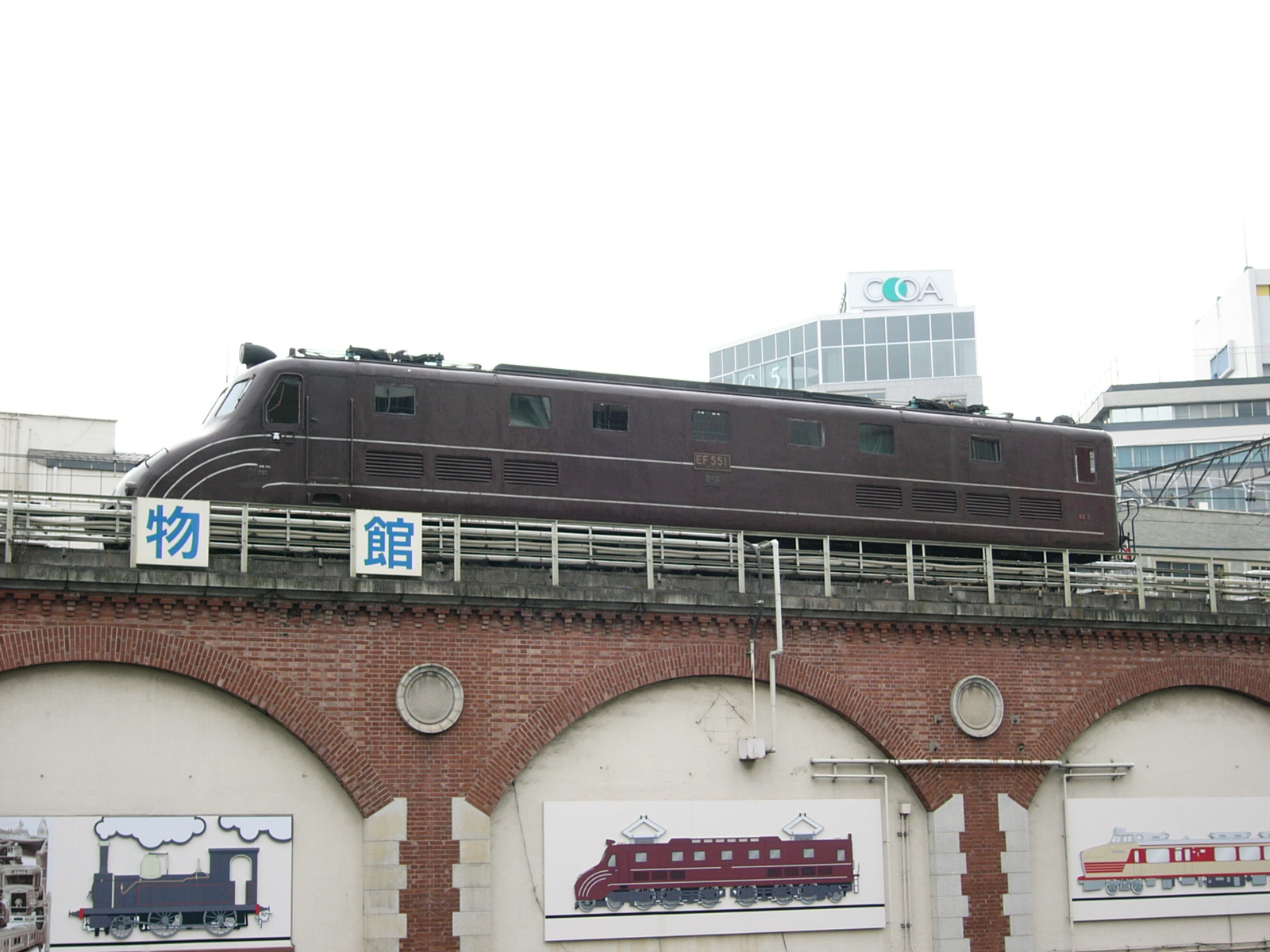
万世橋より交通博物館の「EF551」の展示（2006年3月30日撮影）

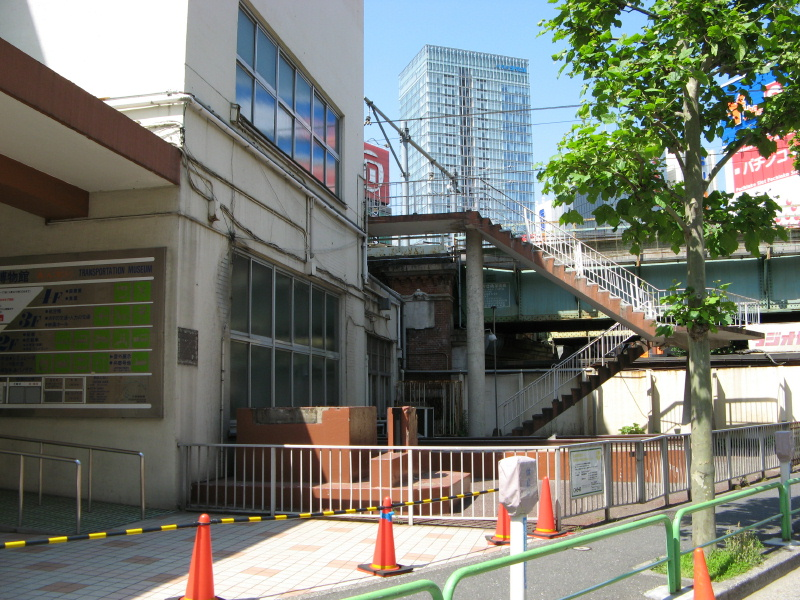
閉館後の状況（2007年5月21日撮影）

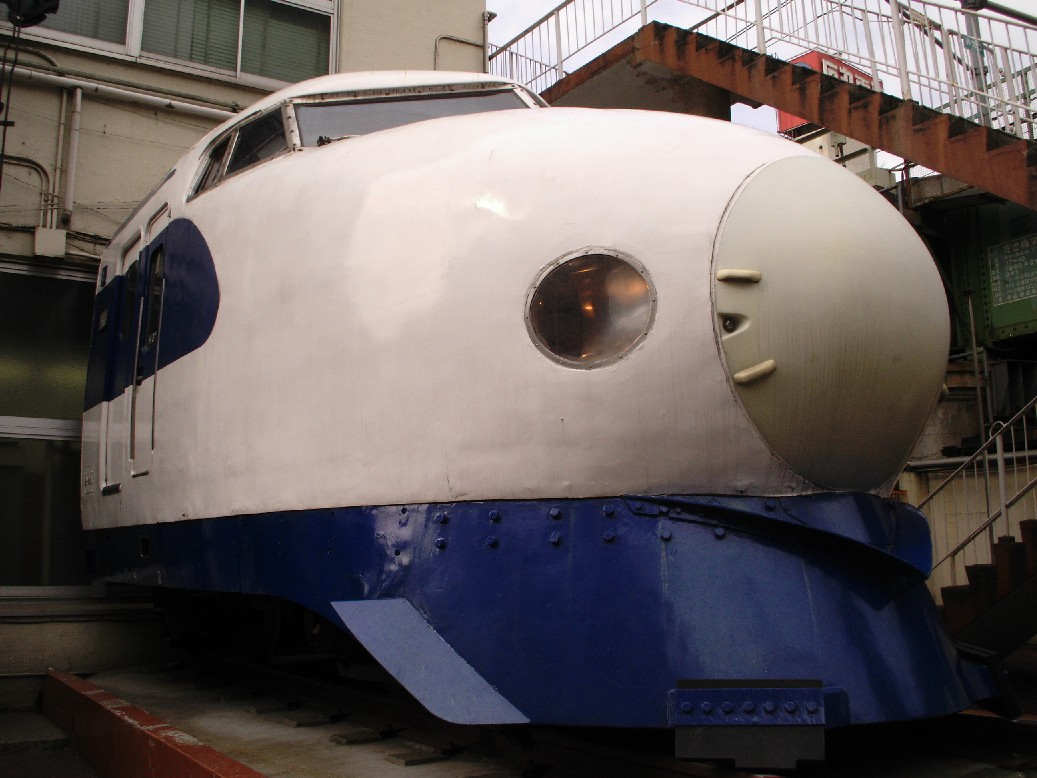
博物館入り口に展示されていた新幹線0系の先頭部分（2006年3月7日撮影）、交通博物館閉館後、鉄道博物館に移され展示されている。

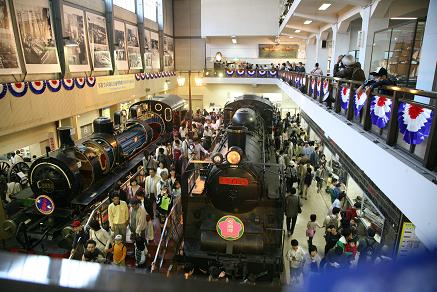
交通博物館内中央ホール（2006年5月3日撮影）

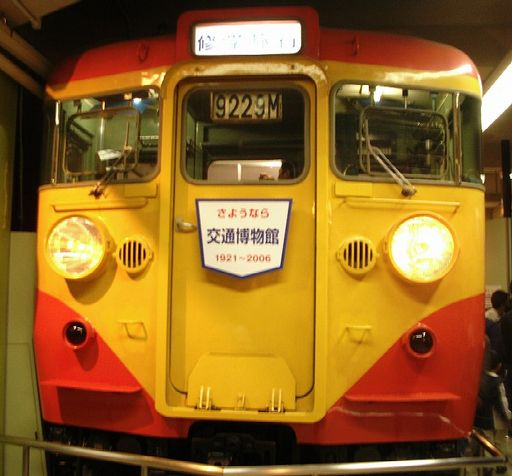
クハ167運転台付近のレプリカ（2006年5月14日撮影）

交通博物館（こうつうはくぶつかん、英語: Transportation Museum）は、かつて東京都千代田区神田須田町にあった交通の全般にわたって収集・展示を行う日本の博物館である。
東日本旅客鉄道（JR東日本）が所有し、公益財団法人交通文化振興財団に運営を委託していた。
2006年5月14日限りで閉館し、後継施設として翌2007年10月14日に埼玉県さいたま市大宮区・北区大成町に鉄道博物館が開館した。ただしこれは鉄道部門に限定した「収蔵品展示事業」のみの後継であり、運営する団体が異なるため調査研究活動の継承は行われていない。

## 概要
館内には鉄道・船舶・自動車・航空機がフロア別に展示されていた。特に日本の鉄道黎明期に活躍した1号機関車や初代1号御料車（ともに重要文化財）、徳川好敏陸軍大尉が日本初の飛行に使用したアンリ・ファルマン機などを始めとした各分野の貴重な実物資料が多数収蔵展示されていた。また4階には鉄道省や日本国有鉄道などの資料を閲覧できる図書室があり、3階の映画ホールでは関連資料を中心に上映を行なっていた。
屋外にも弁慶号機関車や善光号機関車（ともに鉄道記念物）などの歴史的価値のある鉄道車両が展示されていた。
1階には鉄道模型パノラマ運転場もあり、毎回学芸員が語りと並行して手動で運転していた。走る車両の選定は学芸員の嗜好に左右されるため、どんな列車が走るのかも楽しみの一つになっていたほか、BGMも学芸員が編集したCDやMDを使用するなど、学芸員の手腕も見所だった。システムは学芸員と日本信号の共同開発によるものであり、自動列車停止装置 (ATS) を搭載していた。そのため、語りに集中する余り、万が一編成同士が接近したとしても追突する恐れはなかった。
鉄道以外では国鉄バス第1号車や富士重工業・スバル360、ベンツ三輪自動車のレプリカ、日本航空のボーイング747型機の客室内モックアップ、ターボプロップエンジンのカットモデルなどの展示があった。
また、食堂は151系こだまを模したインテリアで、カレーやお子様ランチを提供する他、駅弁の販売もあった。

## 沿革
1911年5月4日に鉄道院総裁後藤新平の提案で鉄道院に「鉄道博物館掛」が置かれて（1913年に「鉄道院総裁官房研究所」に統合）設置が検討され、1921年10月14日に「鉄道開通50周年」を記念して東京駅の神田駅寄り高架下に鉄道博物館の名称で開設された。
だが、関東大震災で施設・収蔵品のほとんどを焼失。いったんは同地に再建されたものの敷地が狭く新規の収蔵品展示が困難なため本格的な博物館施設の建設が計画され、1936年4月25日に万世橋駅の敷地を利用した新館に移転された。
当初は鉄道省（後に運輸通信省）の直営であったが1946年1月25日から「財団法人日本交通公社」に委託されて名称を日本交通文化博物館と改め、1948年9月1日に交通博物館と再改称。1971年からは「財団法人交通文化振興財団」に運営が移管され、1987年の国鉄分割民営化後は東日本旅客鉄道（JR東日本）に継承された。なお、運営は引き続き交通文化振興財団に委託された。
しかし同館は収蔵・展示品目の増加によって手狭になり、また建物の老朽化も進んできていた。それに加え業務用も含めてエレベーターが一切なくバリアフリーに対応していないことなどから、2006年5月14日限りで閉館し、70年にわたる万世橋での歴史に幕を閉じた。
なお、閉館直前には旧万世橋駅跡地の留置線にEF55形電気機関車や寝台特急「出雲」の編成の一部が期間限定で展示されていた。

### 年表
- 1911年5月4日 - 総裁・後藤新平の指示で鉄道院に鉄道博物館掛が置かれ、資料収集を開始。
  - まもなく官制改革で鉄道博物館掛は廃止、収集資料は鉄道省大臣官房研究所（現: 鉄道総合技術研究所）へ継承。
- 1921年10月14日 - 鉄道開業50周年を記念して鉄道博物館として開館。10日間の限定開館ながらのべ58万人が来館。
  - 開館当初は東京駅北口に仮設施設（限定公開）という形で所在していた。また、展示品は鉄道関係資料だけであった。
- 1923年9月1日 - 関東大震災により資料を焼失。
- 1924年4月8日 - 呉服橋架道橋付近（東京駅 - 神田駅間高架下）に場所を移転して再開（一般公開開始）。当初、入館料は無料だった。
- 1927年 - 9850形蒸気機関車を展示。
- 1936年4月25日 - 神田区須田町の中央本線万世橋駅前に移転。
  - 万世橋駅の旧駅舎の松杭の基礎を利用して博物館に転用した（設計は鉄道省の土橋長俊）。同駅は駅舎の一部を博物館に譲渡したため、駅自体は簡素な駅となった。
- 1936年 - 1号機関車を大宮工場大宮参考館から中庭へ移設展示[1]
- 1943年11月1日 - 万世橋駅が休止（実質上廃止）され、建物は鉄道博物館専用となった。
- 1945年3月10日 - 第二次世界大戦激化（東京大空襲）のため休館。
- 1946年1月25日 - 交通文化博物館と改称して再開。同時に「財団法人日本交通公社」（現: JTB）に運営を移管。
- 1947年（昭和22年）
  - GHQのウィリアム・P・エリオット軍曹らによって模型鉄道運転場が開設され、1953年（昭和28年）まで「エリオット・ルーム」として親しまれた[2]。
  - 広瀬中佐および杉野兵曹長の銅像を撤去。跡地を屋外展示場にする[3]
- 1948年9月1日 - 名称を交通博物館と改称、展示対象を交通全般とした。
- 1952年10月 - 国鉄80周年記念事業により展示物増強。また廃車予定の客車を利用した移動博物館を3編成用意し全国巡回を実施[4]
- 1957年10月21日 - 昭和天皇、香淳皇后が行幸啓。「国鉄八十五周年記念展」を視察[5]。
- 1961年 - アメリカから返還されたアンリ・ファルマン機を展示（当時の航空幕僚長・源田実の指示による）。
- 1971年2月 - 「財団法人交通文化振興財団」に運営移管。
- 1976年 - 年間最多入場者数を記録（83万人）。
- 1987年4月1日 - 国鉄分割民営化に伴い、国鉄からJR東日本に継承。同年、205系シミュレータ設置。
- 2000年 - 209系と211系のシミュレーター設置。
- 2005年11月10日 - 埼玉県さいたま市内で鉄道博物館の起工式が行われる。
- 2006年5月14日 - 交通博物館が閉館。
  - 最終日には『鉄道唱歌』を歌い閉館を惜しむ人がいた。また閉館時間ごろの中央線快速列車が警笛を鳴らしながら通過した。
- 2007年
  - 8月31日 - 所蔵資料の貸出、公開などの業務を終了。これにより、交通博物館の対外業務が終了。
  - 10月14日 - 交通博物館の後継施設である鉄道博物館が埼玉県さいたま市内に開館。
- 2009年8月20日 - 交通博物館建物の解体工事開始。

## 閉館後の状況
閉館後も研究者向けの写真やマイクロフィルムなどの資料の貸し出しや公開などは続けられていたが2007年（平成19年）8月31日をもってこれらの業務も鉄道博物館とその運営母体東日本鉄道文化財団に移管し、交通博物館はすべての対外業務を終了した。

鉄道関係の展示品・収蔵品のほか、国鉄バスや鉄道連絡船など国鉄が運営していた交通機関（航空・船舶・自動車）の展示品・収蔵品は、鉄道博物館へ移管された。これは、同館が運営方針の一つとして「国鉄改革およびJR東日本自体に関する資料を保存し調査研究を行う」と規定しているためである。
一方、国鉄以外の事業者による鉄道以外の展示品・収蔵品はJO-1ジェットエンジン、ハ-45エンジン、ベンツ1号車（複製）、神風号航空機模型、フォード1型自動車模型など約50点が、引き続き交通文化振興財団に運営委託されることになった交通科学博物館へ移された他、航空科学博物館や静岡理工科大学構内の静岡航空資料館など関連する博物館等へ引き取られた。
関係各所から借用していた航空・船舶・自動車部門の展示品については、原則としてそれぞれの所有者に返却された。対象となる展示品の中には戦後間もなくの進駐軍の一部である極東アメリカ軍より貸与されていた航空エンジン（プラット・アンド・ホイットニー R-1830）があったが、これに関して現在の担当部局をアメリカ大使館に問い合わせたところ「極東アメリカ軍という組織自体が消滅しており承継する組織もないので貸与していたものは『寄付』ということにして構わない」という回答を得たという。極東アメリカ軍の貸与物資については韓国や中華民国においても類似例があり、その事後処理に沿ったものと考えられる。
2006年5月30日にBS朝日で放送された『CAR GRAPHIC TV』では、自動車紹介番組ながら閉館直前の館内を取材したことがあった。また同年9月にフジテレビ系で放送されたドラマ『電車男DELUXE 最後の聖戦』では当時閉館直後だった跡地を「電車男ミュージアム」として仕立て上げ、ロケが行われた。

閉館後、増設部などの一部の建物は展示品の搬出のために取り壊され、屋外展示品は撤去されたが、交通文化振興財団は当館の残務整理に加え青梅鉄道公園の運営を受託していた関係で閉館後も事務所が引き続き存在したため、青梅鉄道公園にかかる契約が解消されて財団に対するJR東日本の影響力がなくなった2009年（平成21年）まで、建物本体は搬出作業の際に一部分が削られた状態のまま残されていた。契約解消後、2009年8月1日をもって財団自体がJR西日本に引き取られ、大阪・弁天町の交通科学博物館内に移動した。
財団が退去した後の2009年8月20日、建物の解体工事が開始され、同年10月2日には再開発計画が明らかとなり、2010年（平成22年）3月25日に建物の概要が発表された。跡地にはJR東日本が建築主となって地上20階・地下2階の環境配慮型賃貸オフィスビル「JR神田万世橋ビル」が建設され、2013年1月に竣工した。同ビルはオフィスのほか、各種店舗、2階には東京都認証の保育所、3階・4階にはラウンジ機能を有したコンファレンス施設が入居する。またこれに併せる形で旧万世橋駅遺構も整備し、高架下の商業施設や駅舎跡の観光施設化を行い、2013年9月14日にマーチエキュート神田万世橋として開業した。

## 展示物
上記以外の物で著名とされるものについて記載する。
閉館後の2007年7月10日から9月9日まで江戸東京博物館で「大鉄道博覧会」が開催された。ここでは写真や101系電車のドア装置など交通博物館所蔵の資料も一部展示されたが、多くはJR四国や交通科学博物館、個人蔵の資料が中心であった。

### 鉄道車両
- 開拓使号客車 コトク5010 - 鉄道記念物
- 明治期の客車（レプリカ）
- 9850形蒸気機関車 9856号機（テンダ後部の連結器付近に1945年5月24日の空襲の際に投下され、展示室の屋根を突き破って降って来たM69集束焼夷弾のケースが当たってできた「へこみ」がある[15][2]）
- C57形蒸気機関車 135号機
- 初代2号御料車（御料客車） - 鉄道記念物

過去の展示
- 営団1000形 - 1986年、帝都高速度交通営団（現: 東京地下鉄（東京メトロ））が東京都江戸川区に地下鉄博物館を開館することに伴って搬出された。

#### 実物カット・部分レプリカ
- 0系新幹線車両（玄関脇に展示）
- D51形蒸気機関車（同上）
- クハ167形車両（運転台付近のレプリカ。当初は1両の半分程度の長さがあったが、C57135展示の際に短くされた。）
- 101系電車（ドア部分、ドアスイッチによりドアの開閉ができた　当初は通りぬけが可能な状態だったが、のちに完全に締め切れないよう加工された状態を経て、最終的には戸挟み防止のアクリル板が取り付けられた）
- サシ151形車両（食堂車室内のレプリカ・「軽食堂こだま」として使用した）

過去の展示
- 72系電車（車体輪切りカット、休憩スペースとして使用 「ドアエンヂンの開閉スヰッチ」の操作によりドアの開閉ができた[16] 後から展示された101系カットモデルと併設された時期もあった）

#### 運転シミュレータ
- 205系電車: 山手線
- 211系電車: 東海道線（2種） - 片方は簡易シミュレータだった。閉館後は、簡易シミュレータが青梅鉄道公園に移設された。
- 209系電車: 京浜東北線
- 200系新幹線: 東北・上越新幹線

200系、211系簡易シミュレータ及び205系は実写映像を、209系及びその近くにある211系はCG映像を使用していた。また205系の映像は国鉄時代の1987年1月にクモヤ143形の特別列車により撮影されたもので、ウグイスやスカイブルー車体の103系が見られるなど貴重なものであった。
211系簡易シミュレータの映像は東海道線、藤沢→国府津であった。
閉館後は、青梅鉄道公園に移された211系簡易シミュレータの他はいずれも鉄道博物館に移設された。

### 車両以外の国鉄関連
- 国鉄バス第1号車 - 鉄道記念物
- 鉄道連絡船「壱岐丸」の号鐘 - 鉄道記念物
- 四ツ谷トンネル入口飾付兜（旧甲武鉄道の紋章入り） - 準鉄道記念物
- 作詞者である大和田建樹直筆の鉄道唱歌の書
- 東北新幹線CTCパネル実物

他

### 航空関連
- アンリ・ファルマン機（アメリカから返還後、航空自衛隊から無期限貸与で展示されていた）
- 日本航空ボーイング747客室モックアップ
- 日本航空DC-8操縦室
- 三菱重工業MU-2操縦室
- プラット・アンド・ホイットニー R-1830 星型エンジン
- 中島飛行機 誉 星型エンジン
- 日本ヘリコプター輸送ベル47D-1（ヘリコプター）
- 日本航空が導入を計画した際にPRとして天賞堂に発注したコンコルドの1/35スケール模型。

他

### その他

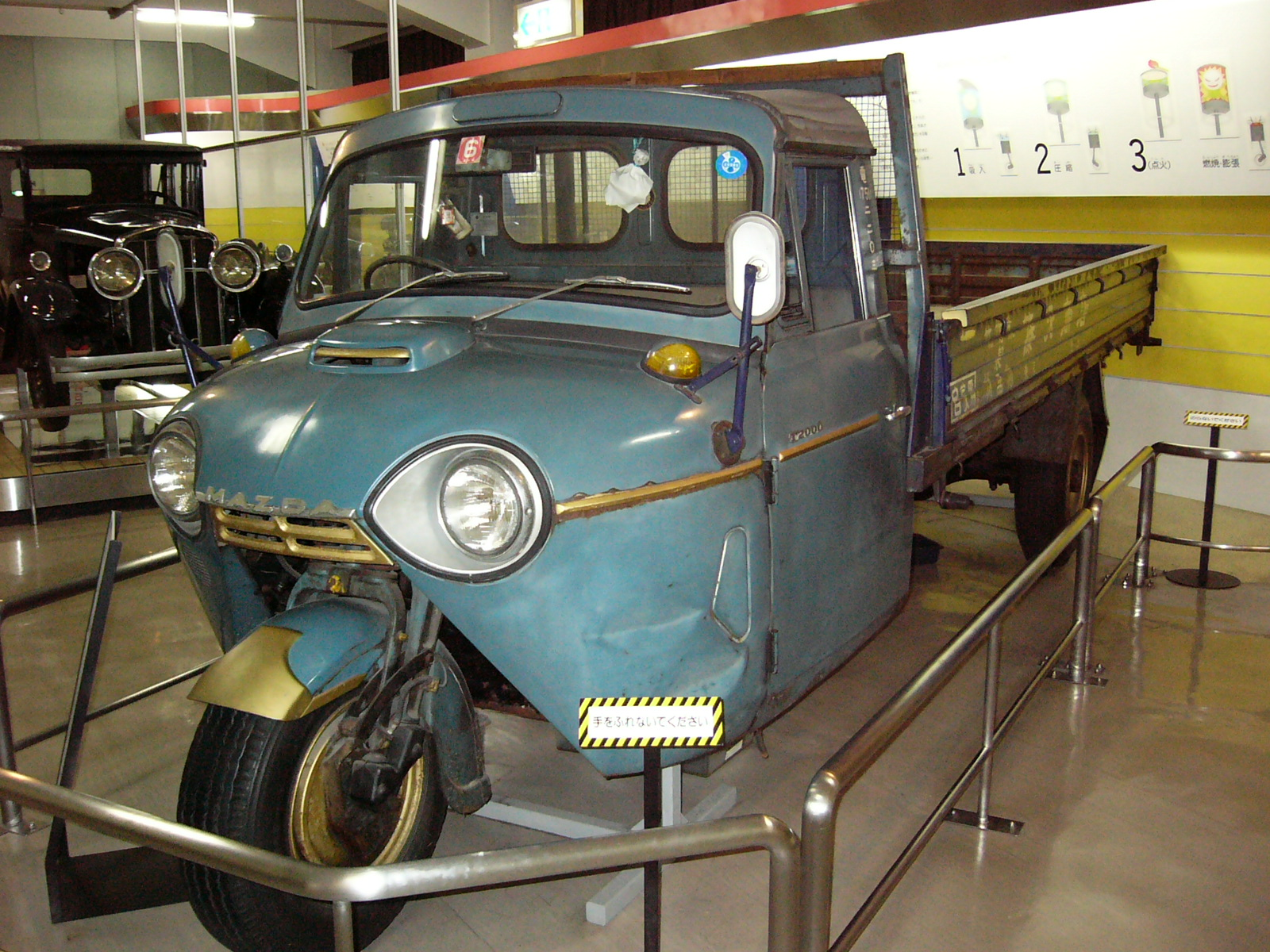
マツダ・T2000

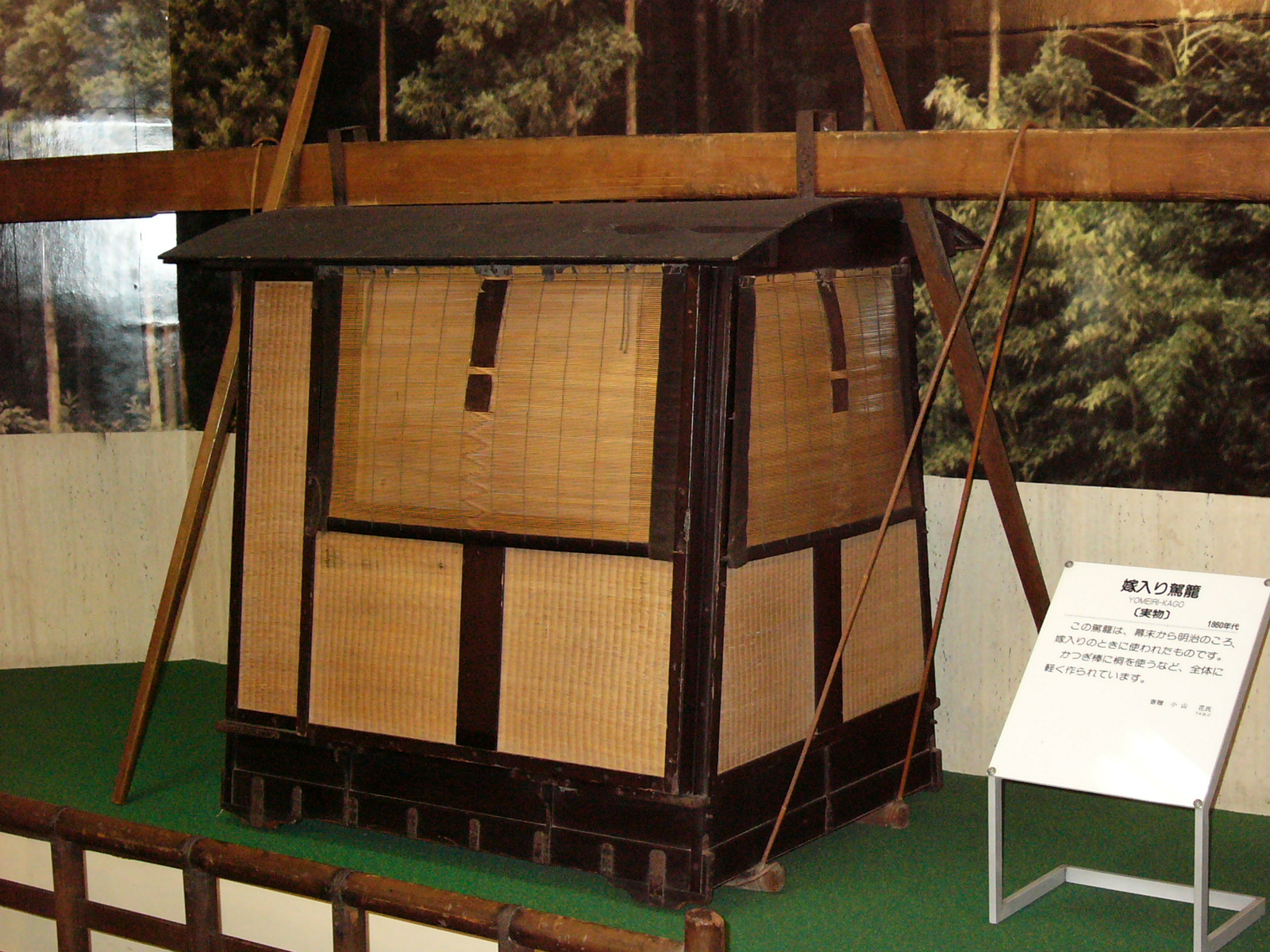
駕籠

- 1918年型フランクリン - 当時としては画期的だった空冷式ガソリンエンジンを採用。閉館後、トヨタ博物館に寄贈
- オート三輪マツダ・T2000
- ベンツ三輪自動車のレプリカ
- スバル・360（初期型） - 1978年にスバル・360の愛好会の会長から寄贈を受けたもの[17]
- 元東京市営バス（円太郎バス）- 引退後、肢体不自由児施設「柏学園」の送迎バスとして使用されていたもの
- 南極観測船「しらせ」模型
- ミショー式自転車
- 嫁入り駕籠
- FN号（ベルギーファブリックナショナル製のオートバイ）
- フォード・モデルTのシャーシカットモデル（東京自動車学校の構造学習用教材。同種の物は世界でも保存例が少ない）
- 都営バス万世橋停留所（2000年12月12日の大規模再編で撤去されたものを移設、実際の停留所は2007年3月26日に復活）

他

## 関連書籍
- 交通博物館 編『交通博物館のすべて 知られざる歴史と魅力』（JTBパブリッシング、2001年） ISBN 4-533-04019-5
- 交通博物館 編『図説 駅の歴史 東京のターミナル』（河出書房新社ふくろうの本、2006年） ISBN 4-309-76075-9
- 菅建彦「交通博物館の至宝「岩崎・渡辺コレクション」」『日本写真学会誌』第67巻第2号、日本写真学会、2004年、108-112頁、doi:10.11454/photogrst1964.67.108。
- 坂本一朗「日曜日の鐵道博物館」『科学人 4月號』 4巻、1942年4月、57-61頁。doi:10.11501/1469708。 1942年当時の展示内容についての解説
- 『50年史』交通博物館、1972年。doi:10.11501/11918098。